# 72596 Zilkha
72596 Zilkha è un asteroide della fascia principale. Scoperto nel 2001, presenta un'orbita caratterizzata da un semiasse maggiore pari a 2,3980067 UA e da un'eccentricità di 0,1943457, inclinata di 14,57331° rispetto all'eclittica.
L'asteroide è dedicato alla coppia statunitense Michael e Nina Zilkha mecenati del George Observatory al Museo di Scienze Naturali di Houston.